# Banff (Écosse)
Pour les articles homonymes, voir Banff (homonymie).
Banff est une ville (et ancien burgh) portuaire d'Écosse, située dans le council area de l'Aberdeenshire et dans la région de lieutenance et ancien comté du Banffshire. De 1975 à 1996, elle était la capitale administrative du district de Banff and Buchan, au sein de la région du Grampian. Elle est située à 70 km au nord d'Aberdeen.

## Géographie
Un pont sur le Deveron l'unit à Macduff.

## Personnalités
- Josephine Clayton (1846-1916), collaboratrice et épouse de Paul Bert, est née à Banff[1].